# Дрезано
Дрезано (итал. Dresano) је насеље у Италији у округу Милано, региону Ломбардија.
Према процени из 2011. у насељу је живело 2968 становника. Насеље се налази на надморској висини од 91 м.

## Становништво
| 1931. | 1936. | 1951. | 1961. | 1971. | 1981. | 1991. | 2001. | 2011. |
| ----- | ----- | ----- | ----- | ----- | ----- | ----- | ----- | ----- |
| 596   | 541   | 675   | 961   | 1.493 | 2.152 | 2.334 | 2.342 | 3.023 |